# مجمع أسامة بن لادن في أبوت آباد

الرسم التخطيطي للمجمع.

مجمع أسامة بن لادن، والمعروف محلياً باسم وزيرستان هافيلي (بالأردية: وزیرستان حویلی)؛ هافيلي يعني «القصر» ووزيرستان هي (منطقة في باكستان)، وكان القصر يُعد من أكثر الأماكن استخدامًا كبيت آمن يأوي إليه مؤسس وزعيم تنظيم القاعدة السابق أسامة بن لادن عندما كان مختبئاً فيه قبل مقتله، وأيضاً يضم منزل العائلة للأسرة التي عاشت مع أسامة بن لادن في وزيرستان. ويقع القصر في نهاية طريق ترابي (1.3 كم) إلى الجنوب الغربي من الأكاديمية العسكرية الباكستانية في بلال تاون، أبوت، باكستان، وقد أقام في ضواحي البلدة التي يقطنها العسكريون والضباط المتقاعدون. وذكر أن ابن لادن قد لاذ بالفرار خوفاً من اعتقاله وكان يعيش في جزء من هذا المنزل لمدة خمس سنوات على الأقل، ومما كان يحبذ بقاؤه فيه هو عدم وجود الإنترنت أو الاتصالات الهاتفية ومكث متخفياً ومختبئاً بعيداً عن عامة الناس حيث لا يشعرون بوجوده.
المبنى تم إنجازه في عام 2005، وكانت المباني الرئيسية في المجمع تمتد على مساحة 38,000 قدم مربع (3,500 م²) وهي قطعة أرض أكبر بكثير من تلك المنازل المجاورة. وكان محيطها 12 - إلى 18 قدم (3,7-5,5 م) من الجدران الخرسانية التي تصدرت مع الأسلاك الشائكة، وكان هناك بوابتان أمنيتان. وكان المجمع يحتوي على عدد قليل جدًا من النوافذ. وتضمنت المساحة حديقة قد تم العناية بها تضم الخضراوات وبها بيوت للأرانب وتضم حوالي مئة دجاجة وعدد من الأبقار. المنزل نفسه كان لا يبرز معمارياً مقارنة بالمباني الأخرى في الحي، ما عدا حجمه والإجراءات الأمنية المشددة على سبيل المثال، كانت شرفة الطابق الثالث تضم جداراً أمنياً سمكهُ (2.1 متر). وأظهرت الصور من داخل المنزل فوضى مفرطة ومفروشات متواضعة. بعد البعثة الأمريكية كان هناك اهتماماً واسع النطاق عن المجمع وتصميمه.
واصلت الولايات المتحدة بعد أحداث 11 سبتمبر 2001 البحث عن أسامة بن لادن ما يقرب من 10 سنوات. من خلال تتبع خدمات البريد للمدعو أبو أحمد الكويتي إلى المجمع، ويظن مسؤولون أمريكيون أن بن لادن كان مختبئاً هناك. خلال غارة برية وجوية مشتركة في 2 مايو عام 2011، كان هناك 24 عضواً في مجموعة التنمية الحربية البحرية الخاصة بالولايات المتحدة وصلوا على متن مروحية، واخترقوا جدارا باستخدام المتفجرات، ودخلوا المجمع بحثا عن بن لادن. استغرقت لقاءات بين قوات العمليات الخاصة وسكان المكان في بيت الضيافة، في المبنى الرئيسي في الطابق الأول حيث عاش رجلان بالغان، وعلى الطابقين الثاني والثالث حيث عاش بن لادن مع عائلته. بعد الانتهاء من العملية ومقتل بن لادن، قامت باكستان بهدم المجمع في فبراير 2012.
أعلنت باكستان في شباط عام 2013 عن خطط لبناء مدينة ترفيهية بميزانية قدرها 265 مليون روبية (ما يعادل 30 مليون دولار أمريكي) في المنطقة، بما في ذلك ملكية المخبأ السابق.

## البنية المعمارية

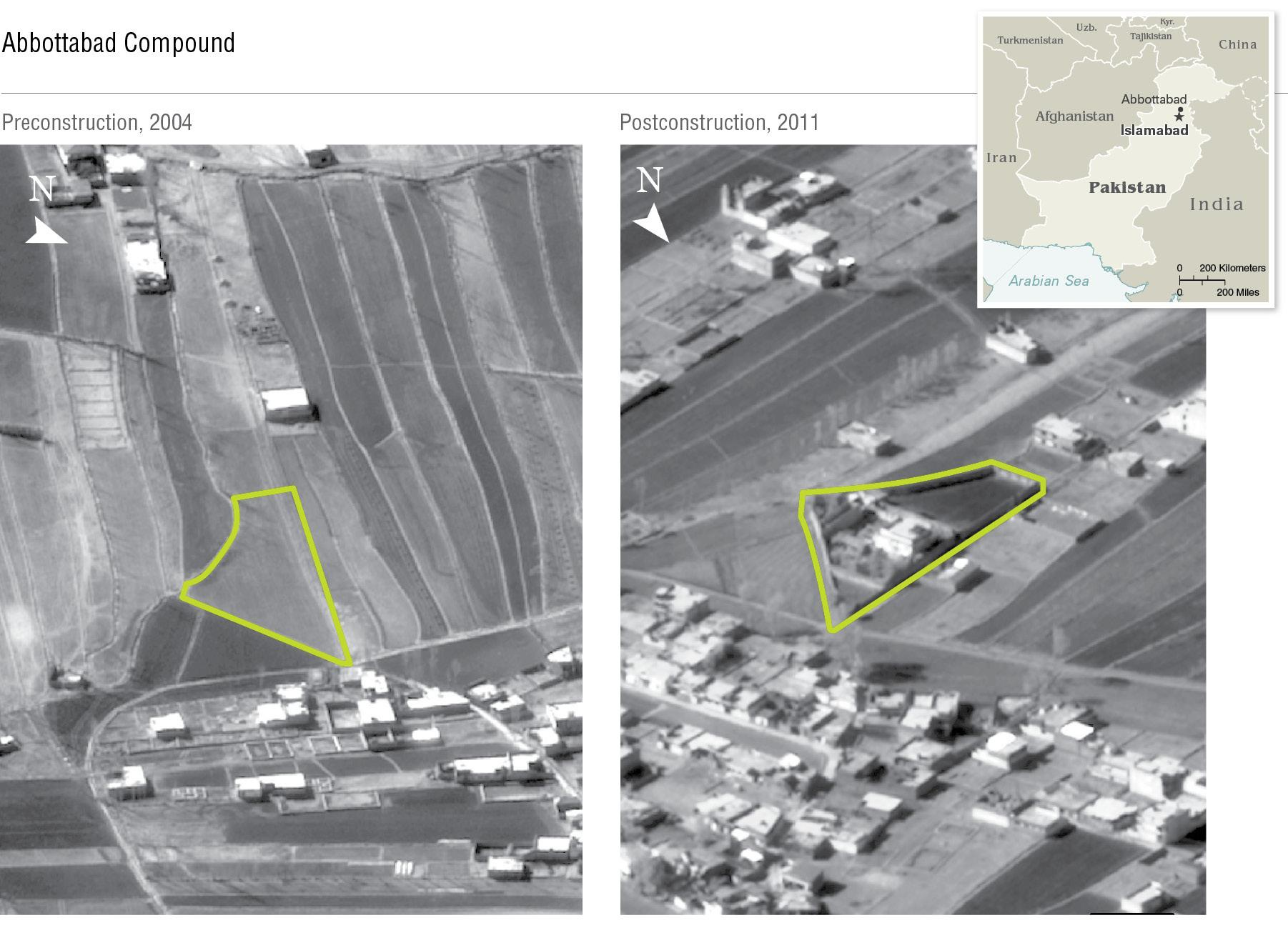
Left: 2004. Right: 2011

مخبأ بن لادن كان يسمى في الهندسة المعمارية بأنه «من المستغرب أنه دائم - ومن المستغرب أنه حضريا» و «المؤكد أن انضمام صدام حسين آخر هو عنوان معروف بين الأمثلة الأكثر شهرة للمخابئ المعمارية في الذاكرة الحديثة». كان المجمع محصناً مع العديد من الميزات الوقائية التي تهدف إلى إثارة الريبة والمراوغة بين أي غزاة محتملين وقد وصفه مسؤولون أمريكيون بأنه فريد للغاية من حيث التصميم والميزات. وكالة الأنباء أسوشيتد برس حددت المالك وأبو أحمد الكويتي، الذين اشتروا الأراضي الشاغرة للمجمع في عام 2004 وأربعة مباني مجاورة بين عامي 2004 و2005 بتكلفة إجمالية قدرها 48,000 دولار أمريكي.

## الذاكرة المخبئة لوكالة المخابرات المركزية
في نوفمبر 2017، نشرت وكالة المخابرات المركزية علنًا محتويات المخبأ، والتي تضمنت نحو 470 ألف ملف رقمي تم اكتشافها على 183 جهازًا منفصلاً أثناء الغارة على مجمع أبوت آباد، مما أعطى العالم لمحة عن الحياة المنزلية لبن لادن وعائلته وأقرب حلفائه.

## روابط خارجية
- جزء من الملفات التي حصلت عليها وكالة المخابرات المركزية
- Download. Install. Explore the compound in High End 3D.
- Video inside the compound and house
- Photographs
- Letters from Abbottabad نسخة محفوظة 5 مايو 2012 على موقع واي باك مشين.. Original and translation archived on 3 May 2012.
- Inside the Situation Room: Obama on making OBL raid decision -a documentary behind the raid